# Dendrelaphis fuliginosus
Espèce
Dendrelaphis fuliginosus est une espèce de serpents de la famille des Colubridae.

## Répartition
Cette espèce est endémique des Philippines. Elle se rencontre à Mindoro, à Negros, à Panay et à Masbate.

## Publication originale
- Griffin, 1909 : Two new species of snakes found in the Philippine islands. Philippine Journal of Science, vol. A4, p. 55–56.